# Big Four (banda)
Big Four es un grupo musical de Hong Kong, integrada por Dicky Cheung, Andy Hui, William So y Edmond Leung, se formó en 2009. Ellos lanzaron su primer sencillo homónimo en 2009, en la que lograron posicionar en los primeros lugares de las listas de música en su natal Hong Kong. Su siguiente sencillo, "No se puede amar" (爱莫能助) de 2010, también encabezó las listas, que también permaneció en las listas durante muchas semanas.
Big Four realizó su primer concierto llamadoThe Big Four World Tour, durante cinco días en el Coliseo de Hong Kong del 11 al 15 de marzo. Además los integrantes de la banda, inauguran  su propio programa de televisión conducido por ellos mismos, llamado como "Big Four 大四喜", que salió al aire en mayo de 2010.

## The Big Hits Big Four(2010)
1. Big Four - Big Four
2. 愛莫能助 ("Unable to Help") - Big Four
3. 男人最痛 ("Man's Most Painful") - Andy Hui
4. 紅顏知己 ("Confidante") - William So
5. 七友 ("Seven Friends") - Edmond Leung
6. 你愛我像誰 ("Who Do You Love Me As") - Dicky Cheung
7. 男人不該讓女人流淚 ("Men Should Not Make Women Cry") - William So
8. 纏綿遊戲 ("Touchy Game") - Edmond Leung
9. 誰是個小丑 ("Who is the Clown") - Dicky Cheung
10. 你傷風我感冒 ("You Catch a Cold, I Catch the Flu") - Andy Hui
11. 傷了三個心 ("Have Hurt Three Hearts")- Edmond Leung
12. 身體健康 ("Healthy Body") - Dicky Cheung
13. 戀愛片段 ("A Strip of Loving") - Andy Hui
14. 黑色禮服 ("Formal Blackwear") - Wiliam So
15. 傾心傾意傾神 ("Heart, Attention, God") - Dicky Cheung
16. 爛泥 ("Mud") - Andy Hui
17. 來夜方長 ("A Long Time") - William So (featuring Kit Chan)
18. 艦隊 ("Fleet") - Edmond Leung

## Lista en los charts
| Año  | Álbum                 | Canción                     | TVB | 903 | RTHK | 997 |
| ---- | --------------------- | --------------------------- | --- | --- | ---- | --- |
| 2009 | The Big Hits Big Four | "Big Four"                  | 1   | 1   | 3    | 1   |
| 2010 | The Big Hits Big Four | "愛莫能助" (Unable to Help) | 1   | 2   | 1    | 2   |

- Datos: Q4905725